# Lebenslinien/Episodenliste
Dies ist die Episodenliste der Dokumentarfilmreihe Lebenslinien. In den Filmen geht es um die Lebenswege prominenter wie nichtprominenter Menschen. Seit dem 14. Januar 1990 wird die Reihe im Bayerischen Fernsehen (am 11. April 2016 in BR Fernsehen umbenannt) ausgestrahlt. Über die Ausgaben von 1990 bis 2015 und deren Daten liegen nur lückenhafte Angaben vor. Ab 2016 sind sie vollständig.
Bei den Sendungstiteln wurden der/die Protagonist(in), wenn nicht im Titel vorhanden, in Klammern hinzugefügt.

## Von 1990 bis 2015 (unvollständig, alphabetisch sortiert)
| Datum         | Titel                                                                                               | Regie / Drehbuch                 |
| ------------- | --------------------------------------------------------------------------------------------------- | -------------------------------- |
| –             | 77 Jahre im Gleichschritt                                                                           | Renate Stegmüller                |
| –             | A Standlfrau vom Viktualienmarkt                                                                    | Renate Stegmüller                |
| –             | Als ich zu denken begann                                                                            | Juri Köster                      |
| –             | Amadeo R. – Heimweh nach Selb                                                                       | Juliane Schuhler                 |
| –             | Annelies von der Gindlalm                                                                           | Sandra Schlittenhardt            |
| 31. März 2014 | "Auf eigenes Risiko"                                                                                | Birgit Eckelt                    |
| –             | Aus dem Himmel gefallen (Juliane Koepcke)                                                           | Yvonne Rüchel-Aebersold          |
| –             | Bauer ohne Frau                                                                                     | –                                |
| –             | Christiane zu Salm – Wer will ich gewesen sein?                                                     | Evelyn Schels                    |
| –             | Cosimo Grasso – Obst, Gemüse, Feinkost                                                              | Renate Stegmüller                |
| 8. Juli 2013  | Daham in den Rockies                                                                                | Birgitta Ashoff                  |
| 27. Okt. 2014 | Das Ende der Scham                                                                                  | Arndt Wittenberg                 |
| –             | Das Fremde in mir – Ransome Stanley                                                                 | Gabriele Dinsenbacher            |
| 28. Sep. 2015 | Das ist mein Bier                                                                                   | Arndt Wittenberg                 |
| 17. März 2014 | Das Nockherberg-Gefühl: Angela Ascher                                                               | Reiner Holzemer                  |
| 20. Juli 2015 | Das Ohr ist eine Tür                                                                                | Simone Jung                      |
| –             | Das verkaufte Kind                                                                                  | Andrea Morgenthaler              |
| –             | Dem Glück muss man entgegengehen – Heinz Winkler                                                    | Stefan Panzner                   |
| –             | Der Clown Pierino                                                                                   | Gabriele Dinsenbacher            |
| –             | Der Eis-Dealer – Thomas Bartu                                                                       | Birgitta Ashoff                  |
| –             | Der Gratwanderer                                                                                    | Franz Deubzer                    |
| –             | Der Käsekuchen meiner Mutter                                                                        | Hilde Bechert                    |
| –             | Der kleine Kaukasus – Andreas Rebers                                                                | Barbara Weber                    |
| 8. Juni 2015  | Der Kommissar und seine Söhne                                                                       | Beate Greindl                    |
| 13. Okt. 2014 | Der mit den Pferden flüstert                                                                        | Tom Fleckenstein                 |
| –             | Der Pianospieler (Simon Schott)                                                                     | Thomas Füting                    |
| –             | Der Sterngucker                                                                                     | Jutta Henkel                     |
| 7. Mai 2012   | Der verrückte Professor im Paradies                                                                 | Hilde Bechert                    |
| –             | Der Weg ist mein Ziel – der Schauspieler Günther Maria Halmer                                       | Reiner Holzemer                  |
| –             | Der Wiesnwirt Toni Roiderer                                                                         | Reiner Holzemer                  |
| –             | Die bairische Zen-Köchin. Susanne Seethaler                                                         | Constanze Hegetusch              |
| –             | Die Farbe des Herzens – Der Weg des Karlheinz Böhm                                                  | Franz Deubzer                    |
| –             | Die Gänsemutter Angelika Hofer                                                                      | Gabriele Dinsenbacher            |
| 7. Dez. 2015  | Die Hüttenwirtin und ihre Töchter                                                                   | Maike Conway                     |
| –             | Die lange Reise des Jin Tao                                                                         | Andrea Morgenthaler              |
| –             | Die Mumei wirds schon machen                                                                        | Steffi Illinger                  |
| –             | Die Perle – Kein Märchen                                                                            | Rotraud Kühn                     |
| –             | Die Schwabinger Gisela – "Ich bin ein ungelernter Mensch"                                           | Peter Wortmann                   |
| –             | Die Trostburg-Tresl                                                                                 | Arndt Wittenberg                 |
| –             | Ein geglücktes Dasein                                                                               | Diethard Klante                  |
| –             | Ein Hof, ein Chef und seine Schützlinge                                                             | Andrea Morgenthaler              |
| 23. Sep. 2013 | Ein Leben lang Vollgas – Alfons Schuhbeck (alternativ: Ein Leben in fünf Gängen – Alfons Schuhbeck) | Ernst Geyer                      |
| 9. Sep. 2013  | Eine Plastiktüte voller Hoffnung                                                                    | Dörte Schipper, Heidrun Petersen |
| –             | Entlang der Schiene... – Ansichten eines Streckenläufers                                            | Hans-Otto Wiebus                 |
| –             | Erfolg war mein Ziel – Die Ärztin Velia W.                                                          | Reiner Holzemer                  |
| –             | Fredl Fesl – I bin wia i bin                                                                        | Tom Fleckenstein                 |
| –             | Für mich wird es nie vorbei sein – Corinna Ponto                                                    | Evelyn Schels                    |
| –             | Geblieben ist die Sehnsucht                                                                         | Andrea Morgenthaler              |
| –             | Georg VI. – Der Töpfer von der Fraueninsel                                                          | Arndt Wittenberg                 |
| –             | Gretel – das Krenweiberl                                                                            | Rotraud Kühn                     |
| –             | "Hallo, Fräulein ..." – Die Kellnerin Traudl                                                        | Cissy Preuß                      |
| –             | Hans Haas – Der Geschmack der Heimat                                                                | Reiner Holzemer                  |
| 28. Apr. 2014 | Hans Söllner – Warum ich so bin                                                                     | Ute Casper                       |
| –             | Heute male ich einen Rembrandt                                                                      | Bernd Dost                       |
| –             | Hippie mit Hackbrett – Die Geschichte der Anna W.                                                   | Gabriele Dinsenbacher            |
| –             | Ich habe mich Dir versprochen                                                                       | Eberhard Meyer                   |
| 26. März 2012 | Ich habe mich freigespielt                                                                          | Jutta Henkel                     |
| –             | Ich hau`dann einfach ab...                                                                          | Barbara Weber                    |
| –             | Ich verstand nicht und rief: "Judas, strecke dich!" (Karin Friedrich)                               | –                                |
| –             | Im Austrag – ein Bauernleben                                                                        | Jo Baier                         |
| –             | Janosch – Ja ist gut, nein ist gut                                                                  | Joachim Lang                     |
| –             | Johanna, die Mondfrau                                                                               | Constanze Hegetusch              |
| –             | Johanna Maier – Hauben verpflichten                                                                 | Gunther Franke                   |
| 24. März 2014 | Lange war ich unsichtbar (Ursula Buchfellner)                                                       | Arndt Wittenberg                 |
| 20. Okt. 2014 | Lisa Fitz – "Ich wollt' Kasperl werden, nicht Gretel!"                                              | Gabriele Dinsenbacher            |
| 21. Okt. 2013 | Liz, ein fränkischer Wirbelwind (Elisabeth Amandi)                                                  | Carla Kilian                     |
| –             | Lizzy Aumeier – durch dünn und dick                                                                 | Carla Kilian                     |
| 7. Juli 2014  | Marcel Reif – Väter und Söhne                                                                       | Andrea Morgenthaler              |
| –             | Mäxl – Ein liebenswerter Spinner                                                                    | Gabriele Dinsenbacher            |
| –             | Mein Hof, euer Heim                                                                                 | Evelyn Schels                    |
| –             | Mein Paradies aus Scherben                                                                          | Anna Katrin Schneider            |
| –             | Michaela Gerg – Die Kehrseite der Medaille                                                          | Jutta Henkel                     |
| –             | Mit Vollgas durch die Techno-Nächte – Sabine Christ, DJ                                             | Juliane Schuhler                 |
| 10. März 2014 | Mutterseelenallein – Die Geschichte der Maria Blumencron                                            | Gabriele Dinsenbacher            |
| –             | Nach dem Spiel (Babak Rafati)                                                                       | Angelika Lizius                  |
| 6. Okt. 2014  | Nicht gegen meine Natur                                                                             | Angelika Lizius                  |
| –             | Nicht reden. Tun! (Reinhard Erös)                                                                   | Franz Deubzer                    |
| 12. Mai 2014  | Ohne Netz und doppelten Boden                                                                       | Stefan Panzner                   |
| –             | Petra Perle. Ich hab den Drang auf die Bühne                                                        | Barbara Weber                    |
| 7. Apr. 2014  | Pola Kinski – die Berührte                                                                          | Evelyn Schels                    |
| 1. Dez. 2014  | René, ein fränkischer Sinto                                                                         | Constanze Hegetusch              |
| 17. Sep. 2018 | Rudolph Moshammer – was vom Traum geblieben ist                                                     | Stefanie Illinger                |
| –             | Rupert Neudeck – Radikal menschlich                                                                 | Johannes Rosenstein              |
| 2003          | Sir Peter Jonas – Ein englischer Ritter im Freistaat                                                | Martin Pfeil                     |
| –             | Spätes Glück                                                                                        | Hans-Otto Wiebus                 |
| 23. Feb. 2015 | Stofferl Well – Herzkasperl Kasperlherz                                                             | Boris Tomschiczek                |
| –             | Streetwork Orange                                                                                   | Petra Heilingbrunner, Uli Kick   |
| –             | Toni Stricker, Jazzmusiker und Komponist                                                            | Eva Hillinger                    |
| 9. März 2015  | Veronica Ferres – Es muss doch mehr geben im Leben                                                  | Jörg Seewald, Stefanie Illinger  |
| –             | Vorübergehend ausgestiegen...                                                                       | –                                |
| –             | Warum Frau Thuy meditiert                                                                           | Andrea Morgenthaler              |
| –             | Wie eine tickende Zeitbombe                                                                         | Andrea Morgenthaler              |
| 14. Sep. 2014 | Wolfgang Fierek – I bin i                                                                           | Elisabeth Mayer                  |
| –             | Zeuge in eigener Sache: Rudolf Hirsch – Autor und Gerichtsreporter                                  | –                                |

## Seit 2016
Am 20. März 2017 wurde die Episode Michaela May – Meine Münchner Geschichten zum 65. Geburtstag der Schauspielerin ausgestrahlt. Zum 70. Geburtstag wurde die Episode aktualisiert und unter demselben Titel am 14. März 2022 gezeigt.

### 2016
| Datum         | Titel                                        | Regie / Drehbuch     |
| ------------- | -------------------------------------------- | -------------------- |
| 18. Jan. 2016 | Als wär's ein Fluch                          | Birgit Eckelt        |
| 25. Jan. 2016 | Feuer im Herzen                              | Marc Haenecke        |
| 1. Feb. 2016  | Volker Heißmann – Das wär' doch gelacht      | Elisabeth Mayer      |
| 29. Feb. 2016 | Die unheilvolle Narbe                        | Constanze Hegetusch  |
| 7. März 2016  | Leben in Alarmbereitschaft                   | Franziska von Malsen |
| 21. März 2016 | Der andere Weg zu Gott                       | Evelyn Schels        |
| 11. Apr. 2016 | Konstantin Wecker – Mit Wut und Leidenschaft | Ute Casper           |
| 25. Apr. 2016 | Der Löwe von Neuperlach                      | Suli Kurban          |
| 23. Mai 2016  | Freigeboxt                                   | –                    |
| 30. Mai 2016  | Valentina, 26                                | Alexander Riedel     |
| 11. Juli 2016 | Und doch kann ich vertrauen                  | Angelika Lizius      |
| 25. Juli 2016 | Stärker als mein Herz                        | Arndt Wittenberg     |
| 25. Juli 2016 | Paula, die große Liebe und das Karussell     | Reiner Holzemer      |
| 26. Sep. 2016 | In der Steilwand                             | Carla Kilian         |
| 10. Okt. 2016 | Sissi Perlinger – Lacht!                     | Birgit Deiterding    |
| 24. Okt. 2016 | Aufgeben kam nie in Frage                    | Steffi Kammermeier   |
| 7. Nov. 2016  | Zwangsadoptiert – eine geraubte Kindheit     | –                    |
| 14. Nov. 2016 | Uschi Glas – "Ich weiss, wo ich herkomm'"    | Beatrice Sonhüter    |
| 21. Nov. 2016 | Immer weiter, nie zurück                     | Constanze Hegetusch  |
| 28. Nov. 2016 | Mein härtester Kampf (Rola El-Halabi)        | Evelyn Schels        |
| 19. Dez. 2016 | Das Nürnberger Christkind und das Meer       | Steffi Illinger      |

### 2017
| Datum         | Titel                                                          | Regie / Drehbuch                  |
| ------------- | -------------------------------------------------------------- | --------------------------------- |
| 16. Jan. 2017 | Verena Bentele – Und plötzlich Politik                         | Uli Kick                          |
| 30. Jan. 2017 | Meine deutsche Mutter (Gertrud Haarer)                         | Gabriele Dinsenbacher             |
| 20. Feb. 2017 | Meine fetten Jahre sind vorbei                                 | Elisabeth Mayer                   |
| 6. März 2017  | Helmut Schleich – Alle meine Lieben                            | Sabine Barth                      |
| 20. März 2017 | Michaela May – Meine Münchner Geschichten                      | Andi Niessner                     |
| 27. März 2017 | Von guten und schlechten Geheimnissen                          | Stefan Panzner                    |
| 10. Apr. 2017 | Aber ins Kloster geh' ich nicht                                | Beate Greindl                     |
| 24. Apr. 2017 | Von Beruf Engel                                                | Evelyn Schels                     |
| 8. Mai 2017   | Mutter auf schmalem Grat                                       | Birgit Eckelt                     |
| 12. Juni 2017 | Mein Glaube, meine Liebe                                       | Michael Schmitt                   |
| 19. Juni 2017 | Der vegetarische Metzger                                       | Johannes Gulde, Stefanie Landgraf |
| 3. Juli 2017  | Einer, der Gesicht zeigt                                       | Jutta Henkel                      |
| 11. Sep. 2017 | Ziemlich bestes Leben                                          | Klaus Ralf, Gabriella Balassa     |
| 2. Okt. 2017  | Die Westernlady aus dem Bayerwald                              | Arndt Wittenberg                  |
| 9. Okt. 2017  | Frank-Markus Barwasser – Der Pelzig und ich                    | Claudia Wörner                    |
| 16. Okt. 2017 | Die Theres von Lansing und wer ich wirklich bin (Ursula Erber) | Matti Bauer                       |
| 23. Okt. 2017 | Eisi Gulp – Jetzt geht's um mi                                 | Constanze Hegetusch               |
| 30. Okt. 2017 | Margot Käßmann – Freiheit wagen!                               | Renata Schmidtkunz                |
| 6. Nov. 2017  | Hera Lind – Das Superweib war ich nie                          | Stefanie Illinger                 |
| 13. Nov. 2017 | In einer einzigen Sekunde                                      | Franz Deubzer                     |
| 20. Nov. 2017 | Ilse Neubauer – Von wegen "Ilse-Hasi"                          | Birgit Eckelt                     |
| 27. Nov. 2017 | Zurück vom Terror                                              | Evelyn Schels                     |
| 11. Dez. 2017 | Tausche Chefsessel gegen Almhütte                              | Maike Conway                      |
| 18. Dez. 2017 | Und dann kam Helmut Dietl (Tamara Dietl)                       | Reiner Holzemer                   |

### 2018
| Datum         | Titel                                                             | Regie / Drehbuch               |
| ------------- | ----------------------------------------------------------------- | ------------------------------ |
| 15. Jan. 2018 | Wie ich vom rechten Weg abkam                                     | Marc Haenecke                  |
| 5. Feb. 2018  | Kommt ein Winzer zur Fastnacht ... (Oti Schmelzer)                | Elisabeth Mayer                |
| 26. Feb. 2018 | Wannst mitm Deifi tanzt (Sebastian Horn)                          | Florian Danner                 |
| 26. März 2018 | Ich musste mich durchbeißen                                       | Beatrice Möller                |
| 2. Apr. 2018  | Marianne Koch – Ärztin auf dem roten Teppich                      | Evelyn Schels                  |
| 16. Apr. 2018 | Ich schneid's mir von der Seele (Andreas Kuhnlein)                | Stefan Panzner                 |
| 30. Apr. 2018 | Die Maibaumräuber-Brüder – nochmal hingeschaut                    | Juliane Schuhler, Jutta Henkel |
| 7. Mai 2018   | Gute Mutter, schlechte Mutter                                     | Angelika Lizius                |
| 14. Mai 2018  | Thomas, der Huberbua                                              | Malte Roeper                   |
| 21. Mai 2018  | Vom Amboss zum Skalpell                                           | Gabriele Dinsenbacher          |
| 4. Juni 2018  | Andreas Giebel – ganz normal, was sonst                           | Birgit Deiterding              |
| 11. Juni 2018 | Wie ich 107 wurde (Anna Lang)                                     | Susanne Brantl                 |
| 16. Juli 2018 | Irmgard und die Widerstandssocken                                 | Claus Strigel                  |
| 17. Sep. 2018 | Rudolph Moshammer – was vom Traum geblieben ist                   | Stefanie Illinger              |
| 24. Sep. 2018 | Ich war die Wiesn-Chefin (Gabriele Weishäupl)                     | Susanne Fiedler                |
| 1. Okt. 2018  | Traudi Siferlinger – von lauten und leisen Tönen                  | Georg Antretter                |
| 15. Okt. 2018 | Der Koch, der noch nicht sterben wollte („Lucki“ Maurer)          | Angelika Lizius                |
| 22. Okt. 2018 | Die Wirtin des Turmstüberls                                       | Maike Conway                   |
| 29. Okt. 2018 | Christiane Blumhoff – Mehr als Komödie                            | Boris Tomschiczek              |
| 12. Nov. 2018 | Josef Brustmann – Aus der Reihe gesungen                          | Reiner Holzemer                |
| 26. Nov. 2018 | Michael Schanze – Heute hätt' ich Zeit für mich                   | Christoph Simon                |
| 3. Dez. 2018  | Gipfelglück statt Glitzerleben                                    | Stefan Panzner                 |
| 10. Dez. 2018 | Rosi Mittermaier & Christian Neureuther – Gold in der Kombination | Kimmo Wiemann                  |
| 17. Dez. 2018 | Die Zirkus-Erbin (Jana Mandana Lacey-Krone)                       | Evelyn Schels                  |

### 2019
| Datum         | Titel                                                                  | Regie / Drehbuch     |
| ------------- | ---------------------------------------------------------------------- | -------------------- |
| 7. Jan. 2019  | Die Udes – Ein unmögliches Paar (Christian Ude & Edith von Welser-Ude) | Matti Bauer          |
| 25. Feb. 2019 | Sepp Maier – Den Schalk im Nacken                                      | Angelika Lizius      |
| 25. März 2019 | Jutta Speidel – Ich mach's einfach                                     | Andi Niessner        |
| 29. Apr. 2019 | Der ewige Lausbub                                                      | Elisabeth Mayer      |
| 3. Juni 2019  | Die erstaunliche Frau Riedl und die Kinder in Indien                   | Suli Kurban          |
| 24. Juni 2019 | Miroslav Nemec – Der "Tatort"-Kommissar und ich                        | Birgit Eckelt        |
| 8. Juli 2019  | Glücklich Vater, 3 Kinder, alleinerziehend...                          | Maike Conway         |
| 16. Sep. 2019 | Ruhm und Reichtum, so ein Kas                                          | Arndt Wittenberg     |
| 23. Sep. 2019 | Ein Oberpfälzer auf der Oidn Wiesn (Jürgen Kirner)                     | Constanze Hegetusch  |
| 30. Sep. 2019 | Das verflixte Wiesn-Jahr                                               | Reiner Holzemer      |
| 7. Okt. 2019  | Die Heimkehr der fränkischen Winzerin                                  | Jutta Henkel         |
| 14. Okt. 2019 | Vera und ihre 60 Kinder                                                | Constanze Hegetusch  |
| 21. Okt. 2019 | Käpt'n Reisch findet seine Mission                                     | Evelyn Schels        |
| 28. Okt. 2019 | Barbara Stamm – direkt, bodenständig, fränkisch                        | Matti Bauer          |
| 4. Nov. 2019  | Beamter, Gärtner, Tausendsassa                                         | Birgit Eckelt        |
| 18. Nov. 2019 | Hans Kammerlander – Bergsucht                                          | Angelika Lizius      |
| 16. Dez. 2019 | Die Giglberger packen's an                                             | Monika Manoutschehri |

### 2020
| Datum         | Titel                                               | Regie / Drehbuch                   |
| ------------- | --------------------------------------------------- | ---------------------------------- |
| 20. Jan. 2020 | Adele Neuhauser – Die Bibi vom Tatort und ich       | Birgit Deiterding                  |
| 10. Feb. 2020 | Lohmeyer & Manz – und täglich grüßt der Widerspruch | Elisabeth Mayer                    |
| 24. Feb. 2020 | Christl und ihre tanzenden Marktweiber              | Beate Greindl                      |
| 2. März 2020  | Wie ich meine Mutter überlebte (Wolfi Fischer)      | Sandra Wiest                       |
| 23. März 2020 | Jimmy Hartwig – Euch werd ich's zeigen              | Stefan Panzner                     |
| 30. März 2020 | Türkische Wurzeln, bayerisches Herz                 | Daniela Agostini                   |
| 6. Apr. 2020  | Eine Bäuerin macht alles anders                     | Rachel Roudyani, Nadja Armbruster  |
| 13. Apr. 2020 | Rita Falk – Frau Eberhofer                          | Susanne Fiedler                    |
| 20. Apr. 2020 | Frau findet Bauer                                   | Angelika Vogel                     |
| 4. Mai 2020   | Die Tangobäuerin aus dem Allgäu                     | Arndt Wittenberg                   |
| 11. Mai 2020  | Thomas Gottschalk – Der Thommy von nebenan          | Victor Grandits                    |
| 18. Mai 2020  | Für uns zählt jeder Atemzug                         | Jasmin Cilesiz                     |
| 25. Mai 2020  | Ich will mehr als nur vier Wände                    | Pius Neumaier                      |
| 14. Sep. 2020 | Peppi, der widerspenstige Wiesnwirt                 | Birgit Eckelt                      |
| 21. Sep. 2020 | Die Brezn-Frau auf der Wiesn                        | Birgit Deiterding                  |
| 5. Okt. 2020  | Pfarrer Schießler – Glaube, Liebe, Rebellion        | Daniela Agostini                   |
| 19. Okt. 2020 | Der Dackel-Seppi aus Passau                         | Evelyn Schels                      |
| 26. Okt. 2020 | Die Isarnixe                                        | Petra Wiegers                      |
| 2. Nov. 2020  | Wie Schreiner Fred dem Tod entkam                   | Johannes Rosenstein, Ralf Bücheler |
| 9. Nov. 2020  | Der Oberpfälzer, der die Mauer platt machte         | Elisabeth Mayer                    |
| 23. Nov. 2020 | Bärbel und die Fröhlichkeit                         | Maike Conway                       |
| 14. Dez. 2020 | Die starke Frau von Passau                          | Steffi Illinger                    |
| 21. Dez. 2020 | Willy Bogner – durch Feuer und Eis                  | Reiner Holzemer                    |

### 2021
| Datum         | Titel                                                     | Regie / Drehbuch                 |
| ------------- | --------------------------------------------------------- | -------------------------------- |
| 11. Jan. 2021 | Einsatz in den Bergen                                     | Georg Antretter                  |
| 22. Feb. 2021 | Sushila und ihre drei Mütter                              | Constanze Hegetusch              |
| 15. März 2021 | Bruni, die Königin vom Rottal                             | Arndt Wittenberg                 |
| 22. März 2021 | Ernst Hannawald – Krasser als jeder Film                  | Stefan Panzner                   |
| 29. März 2021 | Henriette und das unheilbare Erbe                         | Caroline Hofmann, Nora Zacharias |
| 5. Apr. 2021  | Markus Wasmeier – Nach dem Rennen                         | Monika Manoutschehri             |
| 12. Apr. 2021 | Die Wellküren – Schwestern im Dreiklang                   | Matti Bauer                      |
| 19. Apr. 2021 | Der perfekte Alkoholiker                                  | Manuela Roppert                  |
| 3. Mai 2021   | Mein wunderbarer Friseursalon                             | Verena Wagner                    |
| 31. Mai 2021  | Die Bäuerin und das Jahrhunderthochwasser                 | Angelika Vogel                   |
| 7. Juni 2021  | Der Anwalt der Tiere (Friedrich Mülln)                    | Kim Koch                         |
| 14. Juni 2021 | Die syrische Kapitänin vom Tegernsee                      | Birgit Deiterding                |
| 2. Aug. 2021  | Max auf der Suche nach seiner Vergangenheit               | Ariane Dreisbach, Helene Köck    |
| 6. Sep. 2021  | Für meine Tochter lerne ich lesen                         | Elisabeth Mayer                  |
| 18. Okt. 2021 | Mein Straubing nimmt mir keiner                           | Evelyn Schels                    |
| 15. Nov. 2021 | Helmfried von Lüttichau – Solo für Staller                | Andi Niessner                    |
| 22. Nov. 2021 | Ulrika hieß mal Uwe                                       | Constanze Hegetusch              |
| 29. Nov. 2021 | Der Bäcker, der alles riskierte                           | Maike Conway                     |
| 6. Dez. 2021  | Sabine Sauer – Die Frau hinter dem Lächeln                | Daniela Agostini                 |
| 20. Dez. 2021 | Johannes Hofbauer – Hannes und seine Weihnachtsgeschichte | Monika Manoutschehri             |

### 2022
| Datum         | Titel                                                 | Regie / Drehbuch           |
| ------------- | ----------------------------------------------------- | -------------------------- |
| 3. Jan. 2022  | Renate Schmidt – Die Unbeirrbare                      | Steffi Illinger            |
| 7. Feb. 2022  | Der Zauberer, der an Wunder glaubt                    | Katrin Reichwald           |
| 14. Feb. 2022 | Liebe, nicht für immer, nur für ewig                  | Arndt Wittenberg           |
| 21. Feb. 2022 | Der Pumuckl in mir (Barbara von Johnson)              | Ralph Gladitz              |
| 7. März 2022  | ... und dann Paralympics-Star (Gerd Schönfelder)      | Stefan Panzner             |
| 14. März 2022 | Michaela May – Meine Münchner Geschichten             | Andi Niessner              |
| 18. Apr. 2022 | Ottfried Fischer und Herr Parkinson                   | Manuela Roppert            |
| 25. Apr. 2022 | Die Marathon-Frau aus Bayreuth                        | Constanze Hegetusch        |
| 9. Mai 2022   | Christian Stückl – Meine große Passion                | Petra Wiegers              |
| 23. Mai 2022  | Wie der Wald den Förster rettet                       | Angelika Vogel             |
| 6. Juni 2022  | Monika Baumgartner – Die Rollen meines Lebens         | Reiner Holzemer            |
| 20. Juni 2022 | Wie ich das Dirndl nach Afrika brachte                | Heike Springer             |
| 18. Juli 2022 | Warum ich Wespen liebe                                | Christiane Streckfuß       |
| 26. Sep. 2022 | Ein Traditions-Wirt bricht aus                        | Susanne Fiedler            |
| 3. Okt. 2022  | Mira Mazumdar – Wirklich Dahoam                       | Andi Niessner              |
| 10. Okt. 2022 | Seit ich blind bin, seh ich klar                      | Constanze Hegetusch        |
| 17. Okt. 2022 | Wie ich mein Herz überlebt habe                       | Emel Uğurcan               |
| 31. Okt. 2022 | Und plötzlich kam dieser Anruf                        | Steffi Illinger            |
| 7. Nov. 2022  | Maria, und ihr Haus für Alle                          | Birgit Eckelt              |
| 14. Nov. 2022 | Mein deutsches Familiengeheimnis (Gisela Heidenreich) | Petra Wiegers              |
| 28. Nov. 2022 | Die Eltern der Wanderhure (Iny Lorentz)               | Tanja von Ungern-Sternberg |
| 12. Dez. 2022 | Paul Maar – Das Sams und ich                          | Maike Conway               |
| 19. Dez. 2022 | Hirt, Wirt, für immer Bergmensch                      | Kathrin Schneider          |

### 2023
| Datum         | Titel                                          | Regie / Drehbuch              |
| ------------- | ---------------------------------------------- | ----------------------------- |
| 2. Jan. 2023  | Günther Maria Halmer – Der Weg bleibt das Ziel | Reiner Holzemer               |
| 16. Jan. 2023 | Ali Güngörmüş – Mein Griff nach den Sternen    | Reiner Holzemer, Ralph Quinke |
| 6. Feb. 2023  | Mein bewegtes Leben mit MS                     | Beate Greindl                 |
| 27. Feb. 2023 | Mein wildes Hundeleben                         | Armin Toerkell                |
| 20. März 2023 | Vroni rettet den Spargelhof                    | Birgit Deiterding             |
| 3. Apr. 2023  | Helma und das liebe Geld                       | Arndt Wittenberg              |
| 10. Apr. 2023 | Heiner Lauterbach – süchtig nach Abenteuer     | Daniel Harrich                |
| 17. Apr. 2023 | Manjas Rezept fürs Glücklichsein               | Stefan Panzner                |
| 24. Apr. 2023 | Mich haut eigentlich nix um                    | Angelika Vogel                |
| 1. Mai 2023   | Caro Matzko – Trauriges Mädchen, witzige Frau  | Maike Conway                  |
| 15. Mai 2023  | Katja Ebstein – Schlagerstar mit Widerspruch   | Evelyn Schels                 |
| 12. Juni 2023 | Ein Tüftler rettet Leben                       | Elizaveta Snagovskaia         |
| 18. Sep. 2023 | Mein Traum vom ewigen Oktoberfest              | Elisabeth Mayer               |
| 9. Okt. 2023  | Ich war Systemsprengerin                       | Verena Wagner                 |
| 16. Okt. 2023 | Warum ich Lebensmittel rette                   | Constanze Hegetusch           |
| 30. Okt. 2023 | Plötzlich bin ich selbst Patient               | Maike Conway                  |
| 13. Nov. 2023 | Eva Mattes – Wie es mir gefällt                | Birgit Eckelt                 |
| 20. Nov. 2023 | Die Esel haben mich gerettet                   | Manuela Roppert               |

### 2024
Die am 22. April 2024 ausgestrahlte Episode Rosi Mittermaier & Christian Neureuther – Eine unsterbliche Liebe ist eine Neufassung der Folge Rosi Mittermaier & Christian Neureuther – Gold in der Kombination vom 10. Dezember 2018. Rosi Mittermaier starb am 4. Januar 2023.
| Datum         | Titel                                                             | Regie / Drehbuch           |
| ------------- | ----------------------------------------------------------------- | -------------------------- |
| 29. Jan. 2024 | Ich habe Auschwitz überlebt (Eva Umlauf)                          | Christiane Streckfuß       |
| 12. Feb. 2024 | Wolfgang Krebs – Stoiber, Seehofer, Söder und ich                 | Petra Wiegers              |
| 19. Feb. 2024 | Der Schreiner, der jeden Gipfel erobern will (Rupert Voß)         | Stefan Panzner             |
| 4. März 2024  | Als Bierbrauer fang' ich von vorne an                             | Georg Antretter            |
| 11. März 2024 | Corinna Binzer – vom Büro auf die Bühne                           | Elisabeth Mayer            |
| 18. März 2024 | Simon Pearce – Humor ist meine Verteidigung                       | Annika Braun               |
| 25. März 2024 | Die Schäferin und die Borreliose                                  | Angelika Vogel             |
| 8. Apr. 2024  | Das große Herz von Regensburg                                     | Arndt Wittenberg           |
| 15. Apr. 2024 | Hannes Jaenicke – der Schauspieler, der die Welt verändern will   | Suli Kurban                |
| 22. Apr. 2024 | Rosi Mittermaier & Christian Neureuther – Eine unsterbliche Liebe | Daniela Agostini           |
| 29. Apr. 2024 | normlos glücklich                                                 | Georg Bayerle              |
| 27. Mai 2024  | Meine perfekt unperfekte Familie                                  | Benjamin Rost              |
| 17. Juni 2024 | Die Lügen meiner Familie                                          | Kathrin Schneider          |
| 22. Juli 2024 | Warum ich Kakteen und Helmut liebe                                | Steffi Illinger            |
| 16. Sep. 2024 | Reinhold Messner – Meine letzte Herausforderung                   | Daniela Agostini           |
| 23. Sep. 2024 | Constanze Lindner – ansteckend fröhlich                           | Christiane Hegetusch       |
| 21. Okt. 2024 | Zwei Brüder und die entscheidende Frage                           | Maike Conway               |
| 4. Nov. 2024  | Heinz und die ADHS-Diagnose                                       | Birgit Eckelt              |
| 11. Nov. 2024 | Dietmar Holzapfel – vom Lehrer zum queeren Szene-Wirt             | Tanja von Ungern-Sternberg |
| 18. Nov. 2024 | Wie ich auf der Straße landete                                    | Andi Niessner              |
| 25. Nov. 2024 | Tina Schüssler – Mein härtester Kampf                             | Stefan Panzner             |
| 2. Dez. 2024  | Maria und ihre Christbäume                                        | Angelika Vogel             |
| 16. Dez. 2024 | Wie ich den Tsunami überlebte                                     | Arndt Wittenberg           |

### 2025
| Datum         | Titel                                               | Regie / Drehbuch                 |
| ------------- | --------------------------------------------------- | -------------------------------- |
| 27. Jan. 2025 | Mit Chuzpe und Omas Rezepten                        | Heike Springer                   |
| 17. Feb. 2025 | Ines Procter – Mein Umweg nach Veitshöchheim        | Steffi Illinger                  |
| 24. Feb. 2025 | Mit dem Backen kam die Freude wieder                | Corina Kramer, Fatemeh Khodadadi |
| 3. März 2025  | Willy Astor – Komik, Kunst und Katastrophen         | Reiner Holzemer                  |
| 17. März 2025 | Eva Karl Faltermeier – Wenn Mama auf die Bühne geht | Birgit Deiterding                |
| 31. März 2025 | In Franken fand ich meine Sprache wieder            | Manuela Roppert                  |
| 7. Apr. 2025  | Markus, der Hof und die Freiheit                    | Marc Hennicke                    |
| 28. Apr. 2025 | Alexander Herrmann – Der Spitzenkoch aus Franken    | Kathrin Schneider                |
| 5. Mai 2025   | Wie ich über Nacht mein Leben verließ               | Elisabeth Mayer                  |
| 19. Mai 2025  | Statistisch bin ich unsterblich (Stephan Kruip)     | Tanja von Ungern-Sternberg       |
| 26. Mai 2025  | Die Kunst, es anders zu machen                      | Julia Grantner                   |
| 21. Juli 2025 | Ich wollte Gangster werden (Dimitri Todorov)        | Carla Röthig                     |